# Amorbia nuptana
Amorbia nuptana es una especie de polilla del género Amorbia, tribu Sparganothini, subfamilia Tortricinae.

## Distribución
Se distribuye por Venezuela.

## Taxonomía
Fue descrita por Felder & Rogenhofer en 1875 y publicada en Reise st. Fregatte Novara (Zool) (2) 5: pl. 138, fig. 45.